# Tomé Pires
Tomé Pires (ca. 1465–1524 o 1540) fue un boticario y escritor portugués que trabajó de 1512 a 1515 en la estación comercial de Malaca poco después de la conquista portuguesa, cuando los europeos acababan de llegar al Sudeste Asiático. Fue el autor de Suma Oriental, primera descripción europea de Malasia y la descripción portuguesa más antigua y extensa de Oriente. Tras arduas experiencias en la India y en las Indias Orientales, encabezó la primera embajada oficial de un país europeo a China —la de Portugal ante el emperador Zhengde, durante la dinastía Ming—, donde murió.

## Biografía
Tomé Pires era hijo del boticario del rey Juan II. Era propietario de una farmacia y en 1490 fue nombrado boticario del malogrado infante Alfonso. Fue enviado a la India en 1511 como farmacéutico, investido como «hacedor de drogas», mercancías orientales que eran un importante elemento del comúnmente llamado «comercio de las especias». Su misión era analizar, seleccionar y adquirir medicamentos orientales, destinados a los barcos de la Ruta de la India.
En Malaca y Cochín recolectó y documentó abundante información documentada sobre la región malayo-indonesia y visitó Java, Sumatra —las dos islas principales de la actual Indonesia— y las Molucas. En enero de 1516, Pires envió una Lista de Medicamentos de Cochín al rey Manuel I, en la que describió de forma pionera el origen de los medicamentos asiáticos y explicó la situación geográfica y política de las tierras mencionadas. Su información fue la primera en aportar detalles sobre el origen de estas sustancias, enumerando algunas características de productos tan diversos como el aloe, el ámbar, el bálsamo, la canela, el alcanfor, la linaza, la goma arábiga, el incienso, el lapislázuli, la mirra, el opio, el ruibarbo y la sal amoniacal, entre otros muchos.

## LaSuma Oriental
De sus viajes por Malasia e Indonesia escribió un libro emblemático sobre el comercio asiático, Suma Oriental que trata do Mar Roxo até aos Chins. Lo escribió en Malaca e India entre 1512 y 1515, y lo completó antes de la muerte de Alfonso de Albuquerque en diciembre de 1515.Tomé Pires pretendía ilustrar al rey portugués sobre la geografía vegetal exacta de los productos en los que era experto, señalando su calidad, origen, valor y la forma de obtenerlos y comercializarlos. Este objetivo se logró en gran medida en la Suma Oriental.
Esta obra es la primera descripción europea de Malasia y la descripción más antigua y extensa sobre Oriente, desde el Mar Rojo hasta Japón, escrita en portugués. Constituye una recopilación de enorme riqueza y amplia variedad de información histórica, geográfica, etnográfica, botánica, económica y comercial, incluyendo monedas, pesos y medidas. Describe el comercio que se realizaba en la costa de Malabar, Java y Sumatra. Pires investigó cuidadosamente la exactitud de la información recogida de mercaderes, marineros y otras personas con las que tuvo contacto. Pese a lo enredado de su prosa, demostró ser un observador con criterio y superior a otros escritores portugueses de su tiempo.
Describe las plantas y drogas medicinales de Oriente y, además de los aspectos medicinales, también detalla exhaustivamente todos los puertos comerciales de potencial interés para los portugueses en el Océano Índico, eligiendo como objetivo principal la información de carácter comercial, es decir, todos los productos comercializados en cada reino y en cada puerto, así como sus respectivos orígenes y los comerciantes que traficaban con ellos.
Como escribió Pires, «Quienquiera que sea el señor de Malaca, tendrá en sus manos la garanta de Venecia». En efecto, la expansión portuguesa en Asia tuvo como consecuencia que Venecia perdió el monopolio comercial con el este, ya que cualquier ciudad europea pudo comerciar directamente con los portugueses para adquirir los productos asiáticos.
El libro, redactado como un reporte a Manuel de Portugal, y quizás cumpliendo una comisión encomendada antes dejar Lisboa, está considerado una de las más concienzudas fuentes de primera mano para el estudio de la geografía y el comercio de las Indias de aquel entonces, además de una de las fuentes más importantes para el estudio contemporáneo del Islam indonesio. Pese a no estar del todo libre de incorrecciones en sus detalles, es notablemente consistente con la evidencia de la época y no hace ninguna declaración fundamentalmente errónea sobre la región. Como fuente de información, el único rival en su época fue el libro —más difundido— de Duarte Barbosa y, posteriormente, el de Garcia de Orta.
La Suma Oriental, inédita y presuntamente olvidada en un archivo hasta 1944, también contiene la primera descripción que se escribió sobre la Especiería, las Islas de Banda, en el archipiélago de las Molucas, islas por las que los europeos precisamente fueron hasta Indonesia. Armando Cortesão, el editor moderno, ha afirmado que la Suma, en sus detalles, «no ha sido superada, en muchos aspectos, por más de un siglo o dos». La Suma Oriental está representada por un manuscrito de París, durante mucho tiempo perdido. Se conservan cuatro cartas escritas por Pires y hay referencias a él dispersas realizadas por contemporáneos suyos, incluyendo una carta de Alburquerque al rey, del 30 de noviembre de 1513.
En el manuscrito Pires menciona varias ciudades tamiles de Ceilán que visitó en sus viajes, incluyendo Qali, Negombo, Celabão y Tenavarque, donde se encuentra el renombrado complejo de templos de Tenavarai.

## Embajada de 1516 a China
En 1516, Pires fue a Cantón (Guangzhou) con la escuadra del comerciante y diplomático Fernão Pires de Andrade, encabezando una embajada enviada por el rey Manuel I a Zhengde, emperador de China. Sin embargo, este nunca les recibió, debido a varios contratiempos, como el recelo de los chinos y el complot urdido por el depuesto sultán Mahmud Shah, rey de Malaca, resentido por la conquista portuguesa de Malaca en 1511. La embajada cayó en desgracia, algunos de sus miembros fueron asesinados y empezó un periodo de tres décadas de persecución portuguesa en China. Se dice que Tomé Pires enfermó y murió allí en 1524, aunque algunos afirman que siguió vivo hasta 1540 en Jiangsu, pero sin permiso para dejar el país.
Fernão Mendes Pinto afirmaría haber conocido en 1543 a una hija mestiza de Pires, llamada Inês de Leiria, que el embajador habría tenido con una mujer china adinerada a la que convirtió al cristianismo. También diría haber conocido un año después a un Vasco Calvo ya mayor, superviviente de la primera batalla de Tamão sucedida décadas atrás, que viviría cerca de Pekín.
Esta fue la primera embajada oficial de un país europeo a China después de que se enviase a Giovanni de' Marignolli como legado papal a Pekín, de 1342 a 1345. 

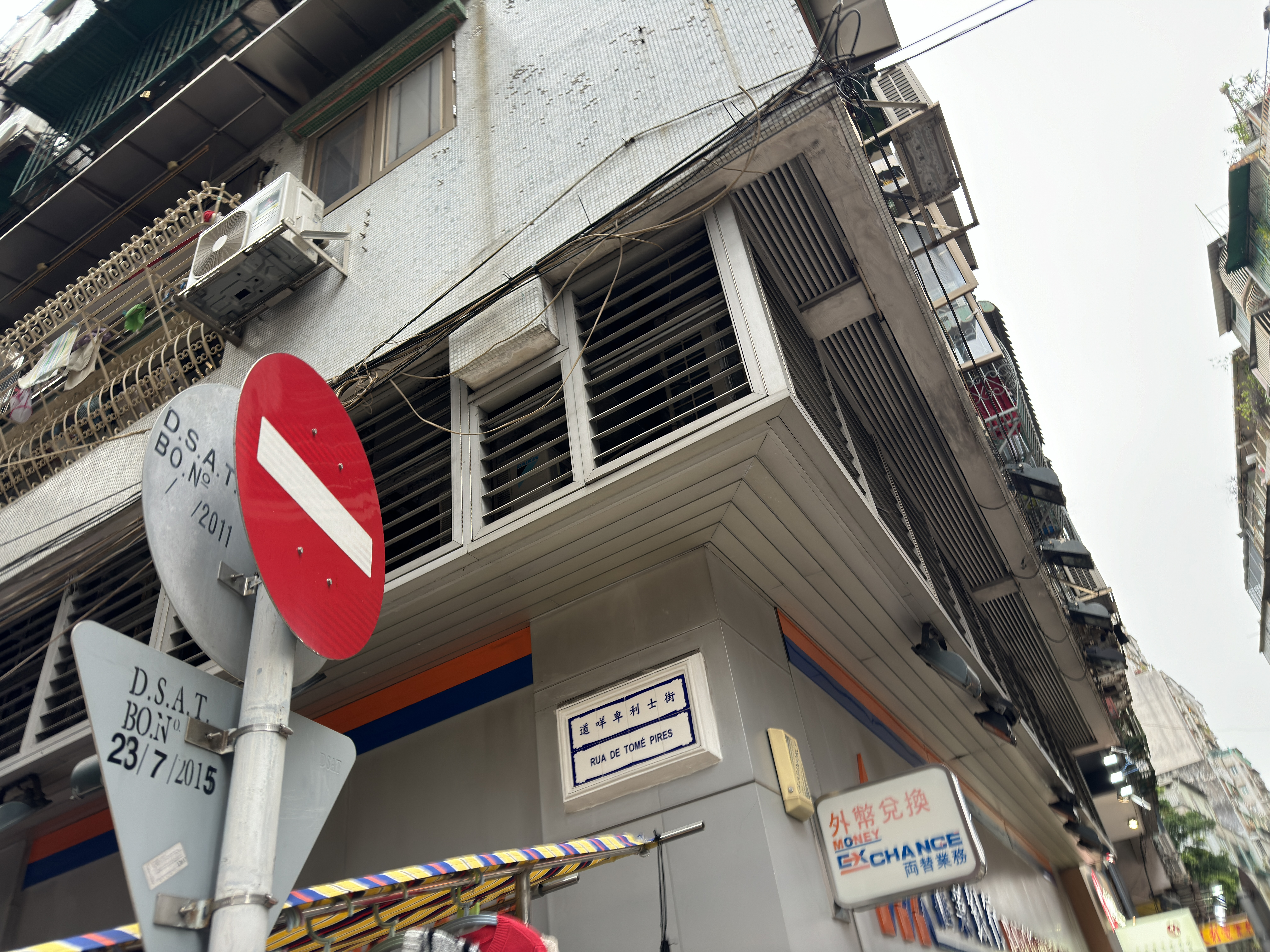
Rua de Tomé Pires, Macao

## Reconocimiento
En noviembre de 2013, el Ayuntamiento de Lisboa decidió bautizar una calle de la ciudad con el nombre de Tomé Pires. Hay calles dedicadas a la memoria de Tomé Pires también en Macao, Oporto, Lamego y Leiría.  

### Citas
1. ↑  Madureira, 150–151.
2. ↑  (Pires 1990:xi)
3. ↑  Esto se infiere del tenor de sus referencias a Albuquerque (Pires 1990:lxiii).
4. ↑  "Su estilo está lejos de ser claro," ha observado su editor moderno (Pires 1990:lxxiii) "y sin duda a menudo se torna más confuso debido a los errores de quien transcribe."
5. ↑  Reid, Struan (1994).  Rachel Coke, ed. Las rutas de la seda y las especias. Exploración por mar (Nuria López, trad.). Barcelona: Editorial Debate. pp. 36-37. ISBN 84-7444-794-1.
6. ↑  Armando Cortesão, 1990:lxxiii
7. ↑  La obra de Barbosa se tradujo al español y al italiano y se publicó varias veces en el siglo XIV.
8. ↑  Giovanni Battista Ramusio publicó anónimamente un resumen.
9. ↑  Muller, Karl (1997).  Pickell, David, ed. Maluku: Indonesian Spice Islands. Singapore: Periplus Editions. p. 86. ISBN 962-593-176-7.
10. ↑  Armando Cortesão, introduction to Pires 1990:xix.
11. ↑  Información detallada sobre esta embajada, en Tomé Pires, Armando Cortesão, Francisco Rodrigues, The Suma Oriental of Tome Pires: The Suma oriental of Tome Pires, libros 1-5, Introduction p.27 - 32, Armando Cortesão, Publisher Asian Educational Services, 1990, ISBN 81-206-0535-7
12. ↑  Armando Cortesão (2018). The Suma Oriental of Tomé Pires: Volume I. Taylor & Francis. ISBN 9781317014614.

## Lectura complementaria
- Cortesão, Un. Un Suma Oriental de Tomé Pires e o Livro de Francisco Rodrigues. Coímbra, 1978.
- Cortesão, Un. Primeira embaixada europeia à China. o boticário e embaixador Tomé Pires. Lisboa, 1945.
- Dias, J. Lopes. Medicinas da 'Suma Oriental' de Tomé Pires. Oporto, 1947. Sep. ``Jornal  Médico, vol. 9, n.º 208, pp. 76-83.
- Dias, J. P. Sousa. Un Farmácia em Portugal. Uma introdução à sua história. 1338-1938. Lisboa: ANF, 1994.
- Loureiro, Rui M. O manuscrito de Lisboa da "Suma Oriental" de Tomé Pires (Contribuição para uma edição crítica). Macau: Instituto Português  Oriente, 1996.
- Donald Ferguson, ed. (1902). Donald Ferguson, ed. (1902). Title Letters from Portuguese captives in Canton, written in 1534 & 1536: with an introduction on Portuguese intercourse with China in the first half of the sixteenth century. Educ. Steam Press, Byculla. Steam Press, Byculla.  - Cartas de los sobrevivientes de la embajadas de Pires encarcelados en Cantón. Según la investigación posterior de Cortesão, las cartas en realidad se escribieron en 1524.

- Datos: Q2735555